# Hugues Fournier
Hugues-Marie-Henri Fournier, född den 29 juli 1821 i Paris, död den 2 december 1898 i Vouvray, var en fransk diplomat.
Fournier blev 1844 anställd i utrikesministeriets arkiv, tjänstgjorde därefter vid legationerna på olika orter i Tyskland samt i Sankt Petersburg och blev 1862 envoyé i Stockholm. År 1872 förflyttades han i samma egenskap till Rom, där han kom i konflikt med franske ambassadören hos påven, Bourgoing, med anledning av några fartygsofficerares tillämnade nyårsuppvaktning den 1 januari 1873. Den senare avgick, men Fournier, som var särskilt uppskattad av Viktor Emanuel, kvarstod, även sedan Thiers störtats (maj 1873), en kort tid på sin post. År 1877 blev han ambassadör i Konstantinopel, där han visade stort nit och mycken skicklighet under de brydsamma förhållanden, som framkallades av det rysk-turkiska kriget. Åren 1879–1888 var han senator för departementet Indre-et-Loire och röstade i senaten med vänstra centern. Fournier tog avsked från diplomattjänsten 1880. Flera intressanta Stockholmsdepescher från honom är tryckta i källsamlingen Les origines diplomatiques de la guerre de 1870–1871 (12 band, 1910–1921).